# Jaciment arqueològic de Palau
El jaciment arqueològic de Palau és una estació a l'aire lliure del Paleolític inferior (arcaic) situada en una terrassa del barri de Palau Sacosta, a Girona (Gironès), inclòs a l'Inventari del Patrimoni Arqueològic i Paleontològic de Catalunya.
Es troba a poca distància de la Creu de Palau. Va ser descobert per J.M. de Bedoya l'any 1975 i es caracteritza per tenir una concentració molt baixa de peces. S'hi han trobat diferents elements de la indústria lítica, com ara un epannelé sobre còdol de quars, un esclat a taló cortical i un chopper sobre còdol espès de quars. Aquestes peces es classifiquen dins de les indústries arcaiques del Pirineu i són contemporànies a altres jaciments del Llenguadoc i Rosselló. Coordenades i altitud: X 485138.56; Y 4645829.44. 134 m.